# Nagcarlan
Nagcarlan is een gemeente in de Filipijnse provincie Laguna op het eiland Luzon. Bij de laatste census in 2010 telde de gemeente bijna 60 duizend inwoners.

## Geografie

### Bestuurlijke indeling
Nagcarlan is onderverdeeld in de volgende 52 barangays:
| - Abo - Alibungbungan - Alumbrado - Balayong - Balimbing - Balinacon - Bambang - Banago - Banca-banca - Bangcuro - Banilad - Bayaquitos - Buboy - Buenavista - Buhanginan - Bukal - Bunga - Cabuyew | - Calumpang - Kanluran Kabubuhayan - Kanluran Lazaan - Labangan - Lagulo - Lawaguin - Maiit - Malaya - Malinao - Manaol - Maravilla - Nagcalbang - Oples - Palayan - Palina - Poblacion I - Poblacion II | - Poblacion III - Sabang - San Francisco - Santa Lucia - Sibulan - Silangan Ilaya - Silangan Kabubuhayan - Silangan Lazaan - Silangan Napapatid - Sinipian - Sulsuguin - Talahib - Talangan - Taytay - Tipacan - Wakat - Yukos |

## Demografie
Nagcarlan had bij de census van 2010 een inwoneraantal van 59.726 mensen. Dit waren 2.656 mensen (4,7%) meer dan bij de vorige census van 2007. Ten opzichte van de census van 2000 was het aantal inwoners gegroeid met 10.999 mensen (22,6%). De gemiddelde jaarlijkse groei in die periode kwam daarmee uit op 2,06%, hetgeen hoger was dan het landelijk jaarlijks gemiddelde over deze periode (1,90%).

De bevolkingsdichtheid van Nagcarlan was ten tijde van de laatste census, met 59.726 inwoners op 78,1 km², 764,7 mensen per km².